# Nathan C. Brooks
Nathan Covington Brooks (West Nottingham, 12 de agosto de 1809 — Filadélfia, 6 de outubro de 1898) foi um educador, historiador e poeta americano. Nascido em West Nottingham, no Condado de Cecil, Maryland, Brooks cresceu e se tornou o primeiro diretor da Baltimore City College, a terceira mais antiga escola pública dos Estados Unidos, e o único presidente da Baltimore Female College, a primeira instituição de ensino superior para mulheres em Maryland. Ele também era o proprietário do The American Museum, uma revista literária, na qual publicou várias obras do famoso poeta Edgar Allan Poe e autor de vários livros sobre literatura clássica. Brooks morreu na Filadélfia, Pensilvânia.

## Biografia
Nathan Covington Brooks, o filho mais novo de John e Mary Brooks, nasceu em West Nottingham, Condado de Cecil, Maryland, em 12 de agosto de 1809. Ele começou seus estudos na West Nottingham Academy e, após se formar, se matriculou no St. John's College, em Annapolis, Maryland. Lá, ele recebeu um mestrado com sua tese consistindo em um poema. Depois de se formar, Brooks começou sua carreira de professor aos dezesseis anos em Charlestown, no Condado de Cecil. Ele ocupou esse cargo por dois anos antes de abrir uma escola particular em Baltimore, Maryland, em 1826, onde permaneceu por cinco anos. Em 1831, ele foi eleito diretor da Franklin Academy, localizada em Reisterstown, Maryland. Após três anos, Brooks renunciou ao cargo de diretor da Brookeville Academy no Condado de Montgomery, Maryland. No entanto, em 1836, ele saiu da academia porque a escola era incapaz de pagar seu salário.

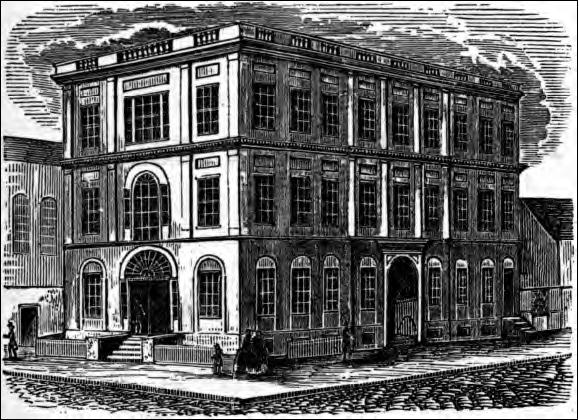
Baltimore City College

Em 1839, Brooks foi selecionado por unanimidade dentre 45 candidatos para ser o primeiro diretor da nova escola masculina em Baltimore — mais tarde renomeada para Baltimore City College. Ele permaneceu na função até 1849, quando se demitiu para ser o presidente do Baltimore Female College, a primeira instituição de ensino superior para mulheres em Maryland. Enquanto estava no Baltimore Female College, Brooks recebeu um LL.D. do Emory College em Oxford, Geórgia, em 1859. Ele foi o presidente do Baltimore Female College até seu fechamento em 1890.
Brooks foi casado duas vezes e teve onze filhos. Ele foi casado com Mary Elizabeth Gobright em 8 de maio de 1826 e mais tarde se casou com Christiana Octavia Crump em 26 de junho de 1867. Brooks morreu em 6 de outubro de 1898 na Filadélfia, Pensilvânia.

## The American Museum
Em 1838, Brooks comprou o The North American Quarterly, da Summer Lincoln Fairfield, e mudou a publicação da Filadélfia para Baltimore. Brooks fez parceria com o Dr. Joseph E. Snodgrass, um médico de Baltimore, para transformar a publicação no The American Museum of Science, Literature and the Arts. A revista funcionou principalmente como um periódico literário, apresentando críticas literárias, além de poesia e contos.
Brooks, amigo do famoso poeta Edgar Allan Poe, publicou várias obras de Poe no The American Museum. Ligeia, de Poe, A Predicament (publicado como The Scythe of Time) e The Haunted Palace foram todos originalmente publicados na revista de Brooks. No entanto, a revista teve vida curta, deixando de existir em 1839, com apenas dois volumes da revista publicados.

## Obras literárias
Ao longo de sua carreira como educador, Brooks contribuiu com poesia e prosa para várias revistas literárias. Entre as revistas literárias às quais Brooks submeteu obras, estavam a Burton's Gentleman's Magazine, a Graham's Magazine, o New York Mirror e o Southern Literary Messenger. Brooks também escreveu várias antologias de poesia, incluindo a Scriptural Anthology, publicada em 1837 e The Amaranth Literary, publicada em 1840. Poe escreveu uma resenha ambivalente da Scriptural Anthology de Brooks, publicada na Graham's Magazine em dezembro de 1841. Em sua crítica, Poe escreveu: "entre muitas composições inferiores de comprimento, havia várias peças mais curtas de grande mérito; por exemplo, 'Shelley's Obsequies' e 'The Nicthanthes'". Poe também resenhou as obras em quadrinhos de Brooks, elogiando sua prosa mais séria.
Além de sua poesia e prosa, Brooks é autor de vários livros didáticos, focados principalmente na literatura clássica e em alguns textos populares da história. Isso incluiu First Lessons in Latin, publicadas em 1845, First Lessons in Greek, publicadas em 1846, A Complete History Of The Mexican War, publicada em 1849, e The History of the Church. Brooks também traduziu e publicou várias edições das obras de Ovídio, César e Virgílio.